# ميك باري
ميك باري (بالإنجليزية: Mick Barry)‏ هو سياسي أيرلندي، ولد في 17 سبتمبر 1964 في كولومبوس في الولايات المتحدة. حزبياً، نشط في الحزب الاشتراكي ‏. في 2016 Irish general election ‏، انتخب نائب دييل عن دائرة شمال كورك الوسطى ‏ وقد انضم خلال فترته النيابية ‏ (10 مارس 2016 – ) للكتلة البرلمانية People Before Profit–Solidarity ‏.